# 고병우
고병우(髙炳佑, 1933년 11월 2일 ~ )는 대한민국의 기업인, 금융인이자 제26대 건설부 장관이다. 본관은 제주이며, 전북특별자치도 군산시 출신이다.

## 생애
서울대학교 경제학과를 졸업했고, 청와대 대통령 경제비서관, 재무부 재정차관보, 쌍용중공업 부사장, 쌍용투자증권 사장, 한국증권거래소 이사장, 제28대 건설부 장관, 1997년 동계 유니버시아드 조직위원장, 동아건설 및 동아그룹 회장, 대한통운 대표이사회장, 한국경영인협회 회장 등을 지냈다.

## 학력
- 군산고등학교 졸업
- 서울대학교 경제학 학사

## 참고자료
- 고병우 다음 인물검색

| 전임 홍승환 | 제6대 재무부 재정차관보 1976년 1월 30일 ~ 1977년 9월 15일 | 후임 이용만 |

| 전임 허재영 | 제26대 건설부 장관 1993년 3월 8일 ~ 1993년 12월 21일 | 후임 김우석 |

| 전임 최원석 | 제1대 전문경영인대 동아그룹 회장 1998년 6월 4일 ~ 2000년 6월 4일 | 후임 최동섭 |